# Allogalumna quadrimaculata
Allogalumna quadrimaculata är en kvalsterart som först beskrevs av Sandór Mahunka 1988.  Allogalumna quadrimaculata ingår i släktet Allogalumna och familjen Galumnidae. Inga underarter finns listade i Catalogue of Life.